# Aeroporto Internazionale Bradley
L'Aeroporto Internazionale Bradley (IATA: BDL, ICAO: KBDL, FAA LID: BDL) è un aeroporto internazionale al servizio della città di Windsor Locks, in Connecticut. Situato a metà strada tra le città di Hartford (Connecticut) e Springfield (Massachusetts), è il secondo aeroporto più trafficato della Nuova Inghilterra dopo quello di Boston-Logan, ed il primo nello stato del Connecticut.
L'aeroporto è servito principalmente da Southwest, Delta, American e JetBlue ed è inoltre utilizzato come aeroporto militare dalla U.S. Air Force.